# Churchill River (Hudson Bay)
Churchill River (Fransk: Rivière Churchill) er en stor flod i der løber i de canadiske provinser Alberta, Saskatchewan og Manitoba. Fra udspringet i Churchill Lake er den 1.609 km lang. Den er opkaldt efter John Churchill, 1. hertug af Marlborough der var guvernør for Hudson's Bay Company fra 1685 til 1691.
Cree-navnet for floden er Missinipi, der betyder "store vande".
Floden ligger på det Canadiske Skjold (en). I afvandingsområdet ligger en række søer i den østlige-centrale del af Alberta og videre ind i en række søer i Saskatchewan og Manitoba. Hovedtilløbet, Beaver River, støder til i Lac Île-à-la-Crosse.
Nistowiak Falls — det højeste vandfald i Saskatchewan – ligger ved Rapid River, som løber mod nord, ud af Lac la Ronge ind i Nistowiak Lake som gennemløbes af Churchill River lige nord for La Ronge.
En stor del af strømmen i Churchill River efter grænsen mellem Manitoba og Saskatchewan kommer fra Reindeer River, som løber fra Wollaston og Reindeer søerne. Vand fra Reindeer Lake bliver opstemmet ved Whitesand Dam. Derfra løber Churchill River mod øst gennem en række søer (Highrock, Granville, Southern Indian og Gauer), og deles med en afledning til et vandkraftværk til Nelson River (60% af vandmængden), og resten af Churchill River løber ud i Hudson Bay ved byen Churchill.

## Historie
Churchill danner hovedparten af pelsjægernes hovedvej i det 18.- til 20. århundrede efter at Denefolk viste Peter Pond forbindelsen Methye Portage mellem Hudson Bay-afvandingsområdet og Clearwater – Athabasca – MacKenzie-floderne der løber til det Arktiske Ocean.
- Churchill Lake set fra Buffalo Narrows
- De øvre Nistowiak Falls
- Churchill Rivers udmunding i Hudson Bay